# Mesut Yılmaz (Fußballspieler)
Mesut Yılmaz (* 23. Februar 1989 in Rize) ist ein türkischer Fußballspieler, der derzeit für Göztepe Izmir spielt.

## Karriere

### Vereinskarriere
Mesut Yılmaz begann mit dem Vereinsfußball in der Jugend von Çaykurspor und spielte anschließend für die Jugendmannschaft von Çaykur Rizespor. Im Sommer 2006 erhielt er hier einen Profivertrag und wurde in den Mannschaftskader eingegliedert. Er spielte allerdings weiterhin überwiegend für die Reservemannschaft. Dennoch kam er immer wieder zu Einsätzen für die Profis. So kam er in seiner ersten Saison auf drei Ligaspiele für die Profimannschaft. Erst in der Saison 2011/12 eroberte er sich auf Anhieb einen Stammplatz und kam auf 24 Einsätze. Am Ende der Saison 2012/13 erreichte Yılmaz mit seiner Mannschaft über die Vizemeisterschaft der TFF 1. Lig den Aufstieg.
Nach dem Aufstieg mit Rizespor wurde er für die kommende Saison an den Drittligisten Göztepe Izmir ausgeliehen. Nachdem er bei diesem Verein bis zur Winterpause keinen Pflichtspieleinsatz absolviert hatte, wurde sein Vertrag nach gegenseitigem Einvernehmen aufgelöst. Für die Rückrunde wurde er an Nazilli Belediyespor ausgeliehen.

### Nationalmannschaftskarriere
2008 machte er ein Spiel für die türkische U-20-Nationalmannschaft.

## Erfolge
Mit Çaykur Rizespor
- Vizemeisterschaft der TFF 1. Lig: 2012/13
- Aufstieg in die Süper Lig: 2012/13